# 자크 라쿠르시에르
자크 라쿠르시에르(프랑스어: Jacques Lacoursière, 1932년 5월 4일 ~ 2021년 6월 1일)은 캐나다의 저술가, 작가, 사학자이다. 2002년 퀘벡 국가 훈장 얻었다. 기사가 되었다.